# Comuna de Komarów-Osada
Komarów-Osada (polaco: Gmina Komarów-Osada) é uma gminy (comuna) na Polónia, na voivodia de Lublin e no condado de Zamojski. A sede do condado é a cidade de Komarów.
De acordo com os censos de 2004, a comuna tem 5602 habitantes, com uma densidade 45,6 hab/km².

## Área
Estende-se por uma área de 122,79 km², incluindo:
- área agricola: 87%
- área florestal: 7%

## Demografia
Dados de 30 de Junho 2004:
|                      | Total   | Total | Mulheres | Mulheres | Homens  | Homens |
| -------------------- | ------- | ----- | -------- | -------- | ------- | ------ |
|                      | pessoas | %     | pessoas  | %        | pessoas | %      |
| População            | 5602    | 100   | 2825     | 50,4     | 2777    | 49,6   |
| Densidade (pop./km²) | 45,6    | 100   | 23       | 23       | 22,6    | 22,6   |

De acordo com dados de 2002, o rendimento médio per capita ascendia a 1313,87 zł.

## Subdivisões
- Antoniówka, Dub, Huta Komarowska, Janówka Wschodnia, Janówka Zachodnia, Kadłubiska, Komarów Dolny, Komarów-Osada, Komarów Górny, Komarów-Wieś, Kraczew, Krzywystok, Krzywystok-Kolonia, Księżostany, Księżostany-Kolonia, Ruszczyzna, Sosnowa-Dębowa, Swaryczów, Śniatycze, Tomaszówka, Tuczapy, Wolica Brzozowa, Wolica Brzozowa-Kolonia, Wolica Śniatycka, Zubowice, Zubowice-Kolonia.

## Comunas vizinhas
- Krynice, Łabunie, Miączyn, Rachanie, Sitno, Tyszowce